# Hülegü
Hülegü (1217 – 8. února 1265) známý také jako Hulagu nebo Hulegu (arabsky هولاكو‎; mongolsky Хүлэгү, Khülegü; (čagatajsky/persky ہلاکو‎, Hulaku‎) byl mongolský panovník, který dobyl velká území v jihozápadní Asii. Byl synem Tolujchána a vnukem Čingischána. Jeho bratry byli Ariq Böke, Möngkä a Kublaj. Hülegü se svou armádou značně rozšířil jihozápad Mongolské říše a založil Ílchanát, možného předchůdce pozdější Safíovské říše a budoucího Íránského státu. Mongolové pod velením Hülegü zničili tehdejší centrum islámu, Bagdád a taktéž oslabili Damašek, čímž způsobili přesun islámu na mamlúcká území. V Sýrii jejich nápor odrazili Egypťané roku 1260. V Persii se poradcem Hülegü stal známý učenec Naṣir-al-Din Ṭusi, který doporučil vyplenění Bagdádu. Při dobývání Íránu v roce 1256 Hülegü zničil pevnost asasínů, militantní islámské sekty.